# Boeing X-20 Dyna-Soar
L‘X-20 Dyna-Soar («Dynamic Soarer» o vol dinàmic) va ser un programa de les Forces Aèries dels Estats Units (USAF) per desenvolupar un avió espacial que podria ser utilitzat per una varietat de missions militars, incloent-hi reconeixement, bombardeig, rescat espacial, manteniment i sabotatge de satèl·lits enemics. El programa es va desenvolupar entre 24 d'octubre de 1957 i 10 de desembre de 1963, al cost de 660 $ milions de dòlars, i va ser cancel·lat poc després que la construcció de la nau espacial hagués començat.
Altres naus espacials en desenvolupament a l'època, com Mercury o Vostok, es basaven en càpsules espacials que reentraven de forma balística. Dyna-Soar era molt més semblant al molt posterior transbordador espacial: no només podia ser impulsat i viatjar a objectius distants a la velocitat d'un míssil balístic intercontinental, però va ser dissenyat per aterrar com un avió sota el control del pilot. Podria aterrar en un aeròdrom, en comptes de caure a la terra i aterrar amb paracaigudes. Dyna-Soar també podria arribar a l'òrbita de la Terra, com Mercury o Gemini.
Aquestes característiques van fer el concepte Dyna-Soar molt més avançat que les altres missions espacials tripulades de l'època. Les dades recollides durant el programa X-20 resultarien útils en el disseny del transbordador espacial. La llançadora, molt més gran, també va ser posada en òrbita per coets grans al llançament, i el disseny final també va presentar ales delta per a aterratges controlats, però el transbordador (i el Buran soviètic) no volaria fins dècades després de la cancel·lació del X-20.

## Especificacions (com planejades)
- Tripulació: 1
- Llargada: 10,77 m
- Amplada: 6,34 m
- Altura: 2,59 m
- Superfície d'ala: 32 m²
- Pes en buit: 4.715 kg
- Pes màxim a l'enlairament: 5.165 kg
- Motor: «Martin Trans-stage» (motor de coet)
- Potència: 323 kN
- Velocitat màxima en altura: 28.165 km/h
- Autonomia: 40.700 km
- Altura màxima: 160 km